# Templar Saxe
Templar Saxe, pseudonimo di Templer William Edward Edevein (Redhill, 22 agosto 1865 – Cincinnati, 17 aprile 1935), è stato un attore e cantante lirico inglese conosciuto anche come Templer Saxe, che lavorò negli Stati Uniti all'epoca del muto.

## Filmografia

### Attore

#### 1913
- Beauty Unadorned, regia di Sidney Drew, L. Rogers Lytton e James Young (1913)

#### 1914
- Scotland Forever, regia di Harry Lambert (Harry Lambart) (1914)
- How Burke and Burke Made Good, regia di Harry Lambert (Harry Lambert) (1914)
- The Speeder's Revenge, regia di Wilfrid North (1914)
- Kill or Cure, regia di Harry Lambert (Harry Lambart) (1914)
- The Fates and Flora Fourflush, regia di Wally Van (1914)
- The Product, regia di Maurice Costello e Robert Gaillord (1914)

#### 1915
- Billy's Wager, regia di Lee Beggs (1915)
- The Chief's Goat, regia di Wally Van (1915)
- From Headquarters, regia di Ralph Ince (1915)
- The Breath of Araby, regia di Charles L. Gaskill (1915)
- The Still, Small Voice, regia di Charles L. Gaskill (1915)
- A Study in Tramps, regia di Lee Beggs (1915)
- Cutey Becomes a Landlord, regia di Wally Van (1915)
- A Lily in Bohemia, regia di Wilfrid North (1915)
- The Starring of Flora Finchurch, regia di Lee Beggs (1915)
- A Mistake in Typesetting, regia di Lee Beggs (1915)
- Bertie's Stratagem, regia di Lee Beggs (1915)
- The Missing Clue, regia di Lee Beggs (1915)
- Cutey, Fortune Hunting, regia di Wally Van (1915)
- A Disciple of Plato, regia di Lee Beggs (1915)
- Pat Hogan, Deceased, regia di George D. Baker (1915)
- Cutey's Awakening, regia di Wally Van (1915)
- One Performance Only (1915)
- Heredity, regia di William Humphrey (1915)
- Sam's Sweetheart, regia di William Humphrey (1915)
- Benjamin Bunter: Book Agent, regia di Cortland Van Deusen (come Courtland Van Deusen) (1915)

#### 1916
- The Secret Seven, regia di William Humphrey (1916)
- The Supreme Temptation, regia di Harry Davenport (1916)
- Myrtle the Manicurist, regia di Harry Davenport (1916)
- A Caliph of the New Bagdad, regia di Van Dyke Brooke (1916)
- The Ordeal of Elizabeth, regia di Wilfrid North (1916)
- More Money Than Manners, regia di Lawrence Semon (Larry Semon) (1916)
- The Shop Girl, regia di George D. Baker (1916)
- The Man Behind the Curtain, regia di Cortland Van Deusen (1916)
- Stung!, regia di Wally Van (1916)
- The Tarantula, regia di George D. Baker (1916)
- Hesper of the Mountains, regia di Wilfrid North (1916)
- The Dawn of Freedom, regia di Paul Scardon e Theodore Marston (1916)
- Conductor Kate, regia di Edmond F. Stratton (1916)
- The Footlights of Fate, regia di William Humphrey (1916)
- The Scarlet Runner, regia di P.S. Earle e Wally Van (1916)
- The Car and His Majesty, regia di P.S. Earle e Wally Van (1916)
- The Devil's Prize, regia di Marguerite Bertsch (1916)
- A Race for Life (1916)

#### 1917
- Intrigue, regia di John S. Robertson (1917)
- Womanhood, the Glory of the Nation, regia di William P.S. Earle, James Stuart Blackton (1917)
- Babette, regia di Charles J. Brabin (1917)
- The Sixteenth Wife, regia di Charles Brabin (1917)
- Mary Jane's Pa, regia di Charles Brabin e William P.S. Earle (1917)
- Gall and Golf, regia di Lawrence Semon (1917)
- The Fettered Woman, regia di Tom Terriss (1917)
- Bobby Takes a Wife (1917)
- In the Balance, regia di Paul Scardon (1917)

#### 1918
- The Wooing of Princess Pat, regia di William P.S. Earle (1918)
- The Business of Life, regia di Tom Terriss (1918)
- The Triumph of the Weak , regia di Tom Terriss (1918)
- The Song and the Sergeant, regia di George Ridgwell (1918)
- One Thousand Dollars, regia di Kenneth S. Webb (1918)
- Miss Ambition, regia di Henry Houry (1918)

#### 1919
- The Lion and the Mouse, regia di Tom Terriss (1919)
- Fighting Destiny, regia di Paul Scardon (1919)
- Human Desire, regia di Wilfrid North (1919)
- I denti della tigre (The Teeth of the Tiger), regia di Chester Withey (1919)
- The Mind-the-Paint Girl, regia di Wilfrid North (1919)

#### 1920
- Slaves of Pride, regia di George W. Terwilliger (1920)
- Two Weeks, regia di Sidney Franklin (1920)
- Whispers, regia di William P.S. Earle (1920)
- The Sleep of Cyma Roget, regia di Charles L. Gaskill, Legaren à Hiller (1920)
- The Dangerous Paradise, regia di William P.S. Earle (1920)

#### 1921
- Bucking the Tiger, regia di Henry Kolker (1921)
- Millionaire for a Day, regia di Wilfrid North (1921)

#### 1922
- How Women Love, regia di Kenneth S. Webb (1922)
- What Fools Men Are, regia di George Terwilliger (1922)

#### 1923
- Sidewalks of New York, regia di Lester Park
- In Search of a Thrill, regia di Oscar Apfel (1923)

#### 1924
- Lord Brummel (Beau Brummel), regia di Harry Beaumont (1924)
- Stolen Goods, regia di Leo McCarey - cortometraggio (1924)
- Captain Blood, regia di David Smith (1924)
- Her Night of Romance, regia di Sidney Franklin (1924)
- Gerald Cranston's Lady, regia di Emmett J. Flynn (1924)

#### 1925
- What Price Beauty?, regia di Thomas Buckingham (1925)
- The Dancers, regia di Emmett J. Flynn
- Il fantasma dell'opera
- The Primrose Path, regia di Harry O. Hoyt (1925)
- Time, the Comedian, regia di Robert Z. Leonard (1925)

#### 1926
- The White Black Sheep

#### 1927
- When a Man Loves,, regia di Alan Crosland (1927)
- For Ladies Only
- The Girl from Gay Paree, regia di Phil Goldstone, Arthur Gregor (1927)

#### 1928
- Beyond London Lights, regia di Tom Terriss (1928)
- L'uomo che ride, regia di Paul Leni (1928)

### Sceneggiatore
- The Evolution of Cutey, regia di Wally Van (1915)
- A Case of Eugenics, regia di Sidney Drew (1915)
- Romantic Reggie, regia di Sidney Drew (1915)